# Nothoscordum gracilipes
Nothoscordum gracilipes är en amaryllisväxtart som beskrevs av Pierfelice Ravenna. Nothoscordum gracilipes ingår i släktet vaniljlökar, och familjen amaryllisväxter. Inga underarter finns listade i Catalogue of Life.